# یواس‌اس ناکس (اف‌اف-۱۰۵۲)
یواس‌اس ناکس (اف‌اف-۱۰۵۲) (به انگلیسی: USS Knox (FF-1052)) یک کشتی بود که طول آن ۴۱۵′ (126m) waterline بود. این کشتی در سال ۱۹۶۶ ساخته شد.